# Guarapuava
Guarapuava è un comune del Brasile nello Stato del Paraná, parte della mesoregione del Centro-Sul Paranaense e della microregione di Guarapuava. Si trova a 252 km dalla capitale dello Stato Curitiba.

## Storia
Il nome deriva da una parola della lingua tupi-guaraní che significa lupo coraggioso. Il villaggio indios di Guarapuava fu scoperto dai portoghesi nel 1770 e la città fu fondata nel 1810. I primi coloni europei provenivano dagli stati brasiliani di Minas Gerais, San Paolo e Rio Grande do Sul, ed erano principalmente famiglie di origine polacca, italiana e tedesca.
La città è sede della Diocesi di Guarapuava. Dal 1988 Guarapuava è gemellata con la città tedesca di Rastatt.

## Amministrazione

### Gemellaggi
- Rastatt, dal 1988